# کورونگو
کورونگو (به اسپانیایی: Corongo) یک منطقهٔ مسکونی در پرو است که در منطقه انکاش واقع شده‌است. کورونگو ۳٬۱۴۱ متر بالاتر از سطح دریا واقع شده‌است.